# Carla Bley
Carla Bley (11. května 1936 Oakland, Kalifornie, USA – 17. října 2023 Willow, New York, USA), rozená Lovella May Borg, byla americká jazzová skladatelka, pianistka a varhanice. Byla důležitou osobou free jazzu 60. let 20. století, jejím nejznámějším dílem je zřejmě jazzová opera Escalator over the Hill, vydaná na třech LP. Složila také mnoho dalších kompozic pro jiné hudebníky, jako jsou např. Gary Burton, Jimmy Giuffre, George Russell, Art Farmer nebo její bývalý manžel Paul Bley.
V roce 2018 jí byla diagnostikován nádor mozku, na který byl důvodem jejího úmrtí 17. října 2023 ve věku 87 let ve svém domě v osadě Willow ve státě New York.

## Diskografie
- Escalator over the Hill (1971, Carla Bley a Paul Haines)
- Tropic Appetites (1974, Carla Bley)
- Live in 75' (1975, The Jack Bruce band)
- Dinner Music (1977, Carla Bley)
- European Tour 1977 (1978, Carla Bley Band)
- Musique Mecanique (1979, Carla Bley Band)
- Nick Mason's Fictitious Sports (1981, Nick Mason)
- Social Studies (1981, Carla Bley Band)
- Live! (1982, Carla Bley Band)
- The Ballad of the Fallen (1983, Charlie Haden a Carla Bley)
- I Hate to Sing (1984, Carla Bley Band)
- Heavy Heart (1984, Carla Bley)
- Night-Glo (1985, Carla Bley)
- Sextet (1987, Carla Bley)
- Duets (1988, Carla Bley a Steve Swallow)
- Fleur Carnivore (1989, Carla Bley)
- The Very Big Carla Bley Band (1991, Carla Bley Band)
- Go Together (1992, Carla Bley and Steve Swallow)
- Big Band Theory (1993, Carla Bley)
- Songs with Legs (1994, Carla Bley)
- ...Goes to Church (1996, Carla Bley Big Band)
- Fancy Chamber Music (1998, Carla Bley)
- Are We There Yet? (1999, Carla Bley a Steve Swallow)
- 4x4 (2000, Carla Bley)
- Looking for America (2003, Carla Bley Big Band)
- The Lost Chords (2004, Carla Bley)
- The Lost Chords Find Paolo Fresu (2007, Carla Bley)
- Appearing Nightly (2008, Carla Bley & Her Remarkable Big Band)
- Carla's Christmas Carols (2009)
- Trios (2013, Carla Bley + Andy Sheppard + Steve Swallow)
- Andando el Tiempo (2016, Carla Bley + Andy Sheppard + Steve Swallow)
- Life Goes On (2020, Carla Bley + Andy Sheppard + Steve Swallow)